# Üzengili
Üzengili – wioska u podnóża Góry Ararat, w prowincji Ağrı, dystrykcie Doğubeyazıt w Turcji, którą zamieszkuje plemię Keçeli. Üzengili znajduje się około 974 km na wschód od Ankary, stolicy kraju. W roku 2010 liczba mieszkańców Üzengili wynosiła 164 osoby. Jej dawna nazwa to Nasar (Meşar). Gospodarka wsi opiera się na rolnictwie i hodowli. Obecnie wioska znana jest z atrakcji turystycznej, jaką jest Park Narodowy Arki Noego (Nuhun Gemisi). 21 czerwca 1987 roku rząd Turcji uznał odkryty w okolicy Góry Ararat skamieniały obiekt w kształcie statku za Arkę Noego i otworzył w jej pobliżu centrum turystyczne.
Okolice wioski Üzengili i Góry Ararat regularnie nawiedzane są trzęsieniami ziemi, związanymi głównie z ruchami płyt tektonicznych. Jedno z potężniejszych trzęsień, o sile 7,4 stopni, wywołane było erupcją wulkanu Ararat i miało miejsce 2 czerwca 1840 roku. Wskutek trzęsienia zniszczeniu uległy wszystkie okoliczne wioski, w tym Üzengili, a także odległe o 15 kilometrów od wulkanicznego szczytu miasto Doğubayazıt.